# タミー・アン
タミー・アン（Tammi Ann、1971年10月4日 - ）は、アメリカ合衆国カリフォルニア州サンタクルーズ生まれの元ポルノ女優である。
デビューは1993年頃で、1998年に引退。その間に、約200本のビデオに出演した。

## 受賞
- AVN 最優秀アウトレージャス・セックス・シーン賞（1995年）
- XRCO(1996)